# Гаевский, Виктор Павлович
Виктор Павлович Гаевский (22 января [3 февраля] 1826, Санкт-Петербург, Российская империя — 2 [14] марта 1888, Санкт-Петербург, Российская империя) — русский критик, историк литературы, присяжный поверенный Санкт-Петербургской окружной судебной палаты.

## Биография
Родился в Санкт-Петербурге 22 января (3 февраля) 1826 года в дворянской семье; его отец Павел Иванович Гаевский в течение 16 лет (1844—1859) «служил по министерству народного просвещения и долгое время был директором департамента при Уварове и его ближайших преемниках».
До 4 класса получал образование в Ларинской гимназии, затем — в Александровском лицее, который окончил в 1845 году. Служил в комиссии прошений. 
В конце 1840-х — начале 1850-х годов Гаевский сблизился с литераторами, работавшими в журналах «Библиотека для чтения», «Отечественные записки» и «Современник». С 1849 года Гаевский опубликовал ряд статей, посвящённых истории русской литературы XVIII—XIX веков. Также он выступал в качестве критика и обозревателя современной литературы. Был редактором в журналах «Современник» (1850—1853) и «Отечественные записки» (1854—1855).
В конце 1850-х годов на Гаевского был сделан донос, и хотя донос этот оказался несправедливым, общение Гаевского с Герценым настолько повредило ему, что он вынужден был оставить службу и занялся частной адвокатской деятельностью.
В 1859 году Гаевский стал одним из основателей, а позже (в 1875—1876, 1879—1880, 1884 годах) — председателем Общества для пособий нуждающимся литераторам и учёным (Литературного фонда). Гаевским, главным образом, был составлен каталог Пушкинской выставки 1882 года и редактирован отдел лицейских стихотворений Пушкина, в издании Литературного фонда 1887 года. Под редакцией Гаевского и с его примечаниями издано Литературным фондом «Первое собрание писем И. С. Тургенева» (СПб., 1884). В последнем журнале он с 1849 по 1859 год принимал постоянное участие, в критическом отделе; более мелкие рецензии и сообщения его появлялись в «Библиографических Записках» 1861 года и в «С.-Петербургских Ведомостях» 1860-х годов.
По открытии новых судебных учреждений Гаевский поступил сначала в присяжные стряпчие, а в 1866 году был зачислен в присяжные поверенные округа Санкт-Петербургской судебной палаты, являлся одно время членом Совета присяжных поверенных. На процессе в  Верховном уголовном суде (10 августа — 1 октября 1866 года) над членами кружка ишутинцев, одним из участников  которого был Дмитрий Каракозов, совершивший 4 апреля 1866 года одно из неудачных покушений на российского императора Александра II, Гаевский был защитником И. А. Худякова, руководителя петербургского отделения кружка. Худякову грозила смертная казнь, однако он был приговорён к лишению всех прав состояния и ссылке на поселение в отдалённые места Сибири, в чём видна заслуга Гаевского. В 1873 году Гаевский выступал защитником Ф. М. Достоевского, когда тот, будучи редактором журнала «Гражданин», нарушил цензурный устав и был приговорён к двум дням ареста на гауптвахте.
Длительное время служил юрисконсультом Государственного банка Российской империи.
Скончался 2 (14) марта 1888 года «в 6 часов вечера, после долгих и тяжких страданий». Похоронен на Георгиевском кладбище в Санкт-Петербурге.

## Публикации
Гаевский известен как знаток пушкинской эпохи, которой он посвятил ряд статей:
- «Пушкин в лицее и его лицейские стихотворения» («Современник», 1863);
- разбор издания сочинений Пушкина, сделанного П. В. Анненковым («Отечественные Записки», 1855);
- «Библиографические заметки о сочинениях Пушкина и Дельвига» («Отечественные Записки», 1853 г.);
- «Костров» («Современник», 1850);
- «Дельвиг» («Современник», 1853—1855);
- «Заметки для биографии Гоголя» («Современник», 1853);
- «Сумароков» («Журнал министерства народного просвещения», 1854);
- «Празднование лицейских годовщин в пушкинское время» («Отечественные Записки», 1861);
- «О влиянии лицея на творчество Пушкина» (брошюра: «В память пятидесятилетия кончины А. С. Пушкина», СПб., 1887);
- «Пушкин и Кривцов» («Вестник Европы», 1877);
- «Перстень Пушкина» («Вестник Европы», 1877);
- «Заметка о Пушкине» («Вестник Европы», 1877).